# Орлеан-Браганса, Педру Тиагу
Принц Педру Тиагу Орлеан-Браганса (порт. Pedro Tiago Maria de Orléans e Bragança; род. 12 января 1979, Петрополис, Бразилия) — член бразильской императорской фамилии. Сторонники Петрополисской линии бразильского императорского дома признают его императорским принцем Бразилии с 2007 года и первым в линии наследования вакантного бразильского престола.
Полное имя — Педру Тиагу Мария Мигель Габриэль Рафаэль Гонзага де Орлеан и Браганса и Кун де Соуза.

## Биография
Родился в Петрополисе, единственный сын принца Педру Карлуша Орлеан-Брагансы (род. 1945) и его первой жены Рони Рун де Соуза (1938—1979), которая скончалась через два дня после его рождения.
У Педру Тиагу есть младший сводный брат, принц Филипе Родриго Александр Орлеан-Браганса (род. 1982), единственный сын его отца от второго брака с Патрицией Александрой Браскомб.
26 мая 1992 года 13-летний Педру Тиагу был похищен по дороге в школу, похитители потребовали у родителей за него выкуп в размере 5 миллионов долларов. 2 июня он был освобожден в результате полицейской операции в пригороде Рио-де-Жанейро . Во время операции по освобождению погибли четверо преступников.
В январе 2002 года Кристина Мария Орлеан-Браганса, тетя Педру Тиагу, обвинила его в краже набора фарфоровой посуды из дворца в Грао-Пара. 22-летний Педру Тиагу был осужден.
В 2017 году Педру Тиагу проживал в районе Жакарепагуа и встречался с предпринимательницей Патрисией Лимой (род. 1974). Профессионально занимается скоростным спуском на горном велосипеде.

### Династические награды
- Кавалер Большого Креста ордена Педру I
- Кавалер Большого Креста ордена Розы[8]